# Kutți, Rohatîn
Kutți (în ucraineană Кутці) este un sat în comuna Pidvînnea din raionul Rohatîn, regiunea Ivano-Frankivsk, Ucraina.

## Demografie
Componența lingvistică a localității Kutți
     Ucraineană (99,26%)
     Alte limbi (0,74%)
Conform recensământului din 2001, majoritatea populației localității Kutți era vorbitoare de ucraineană (99,26%), existând în minoritate și vorbitori de alte limbi.